# Os Amantes Passageiros
Los amantes pasajeros (br/pt: Os Amantes Passageiros) é um filme de comédia dramática espanhol de 2013, escrito e dirigido por Pedro Almodóvar e estrelado por Javier Cámara, Cecilia Roth, Lola Dueñas e Raúl Arévalo.

## Sinopse
Dentro de um avião, um grupo de amigos se diverte quando de repente percebe que o avião passa por turbulências e está fora do controle. Imediatamente eles começam a fazer confissões inesperadas sobre seus pecados e suas últimas vontades. 

## Elenco
- Javier Cámara como Joserra
- Cecilia Roth como a chefe Norma
- Lola Dueñas como Bruna
- Raúl Arévalo como Ulloa
- Hugo Silva como Benito Morón
- Miguel Ángel Silvestre como El Novio
- Blanca Suárez como Ruth
- Antonio Banderas como León
- Penélope Cruz como Jessica